# ダートマス (軽巡洋艦)
|          |                                                                                    |
| 艦歴     |                                                                                    |
| 発注     |                                                                                    |
| 起工     | 1910年2月19日                                                                      |
| 進水     | 1910年12月14日                                                                     |
| 就役     | 1911年10月                                                                         |
| 退役     |                                                                                    |
| その後   | 1930年に12月13日にスクラップとして売却                                             |
| 除籍     |                                                                                    |
| 性能諸元 |                                                                                    |
| 排水量   | 5,200トン                                                                          |
| 全長     | 453 ft (138 m) Overall                                                             |
| 全幅     | 48.5 ft (14.8 m)                                                                   |
| 吃水     | 15 ft (4.6 m)                                                                      |
| 機関     | パーソンズ蒸気タービン、4軸推進、 ヤーロウ缶12基、22,000hp                         |
| 最大速   | 25ノット (46 km/h)                                                                 |
| 乗員     | 433名                                                                              |
| 兵装     | 6インチMk XI 砲8門、 3インチ砲1門、 3ポンド砲4門、 機銃4基、 21インチ魚雷発射管2門 |

ダートマス (HMS Dartmouth) はイギリス海軍のウェイマス級防護巡洋艦の1隻。

## 艦歴
1910年2月19日起工。同年12月14日進水。1911年10月就役。
第一次世界大戦勃発時「ダートマス」は東インド諸島にあり、10月にはドイツ曳船「Adjutant」を拿捕した。1915年1月に「ダートマス」はグランドフリートの第2軽巡洋艦戦隊に転属となるが、ドイツ巡洋艦「カールスルーエ」捜索のため南大西洋へ派遣された。同年2月、「ダートマス」はガリポリ上陸を支援。5月、ブリンディジの第8軽巡洋艦戦隊に転属。1915年12月にドゥラス沖の海戦に、1917年5月14日にはオトラント海峡海戦に参加する。また、1917年5月15日に潜水艦「UC25」の雷撃で損傷している。
1930年12月13日、スクラップとして売却。